# Loze
Loze är en kommun i departementet Tarn-et-Garonne i regionen Occitanien i södra Frankrike. Kommunen ligger i kantonen Caylus som tillhör arrondissementet Montauban. År 2022 hade Loze 121 invånare.

## Befolkningsutveckling
Antalet invånare i kommunen Loze
| Referens: INSEE |